# Eufemie z Medlova
Eufemie z Medlova (uváděna také jako Ofka z Medlova; před 1333 – po 1344) byla první známou abatyší kláštera v Doubravníku.

## Život
Eufemie byla pravděpodobně jediným potomkem Vojtěcha II. z Medlova. O jejím životě máme velmi málo informací. Kdy se narodila není známo, poprvé se objevuje na listině z roku 1333, kdy už byla abatyší. V mládí údajně byla velmi výstřední. Uvádí se, že téměř připravila klášter o veškerý majetek. Situace zašla tak daleko, že se do ní vložil papež Jan XXII. a situaci musel také řešit její strýc Fridrich, arcibiskup z Rigy. Po jejich zásahu se situace v klášteře uklidnila. Eufemie zůstala i nadále ve funkci abatyše, což dokládá oslovení v listině z roku 1344, kterou zaslal klášteru Heřman, probošt u sv. Petra v Brně. Ze stejného roku pochází také poslední jistá zmínka o Eufemii. Ve funkci ji nahradila Klára, dcera Štěpána z Pernštejna.
Na listině z roku 1356 se sice objevuje jistá "klášternice Ofka", ale dosud se ji nepodařilo spolehlivě identifikovat.